# Titulación amperométrica

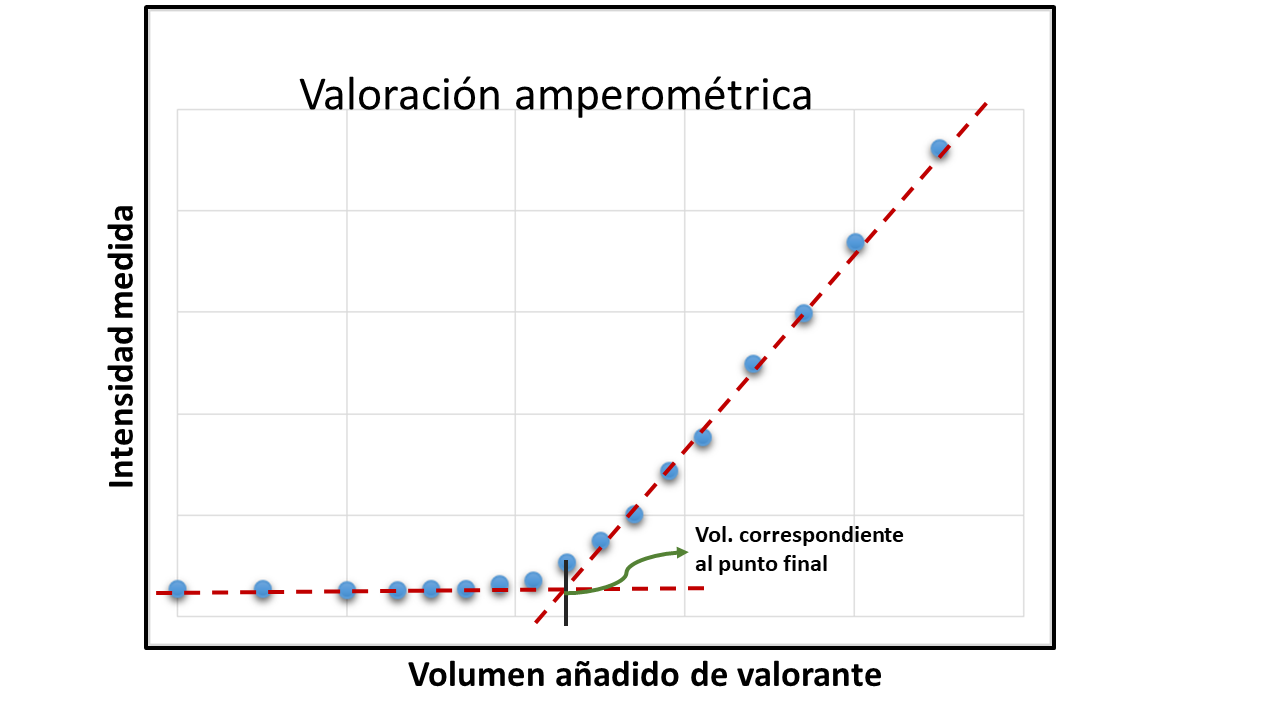
Curva de valoración amperométrica. El punto final se establece a partir de la intersección de los dos tramos rectos

La titulación amperométrica (o valoración amperométrica) es un tipo de valoración utilizada en el análisis químico cuantitativo que se fundamenta en la medida de la variación de la intensidad de corriente en función de la cantidad de reactivo valorante añadido.  Para poder llevar a cabo este tipo de valoración se requiere que uno de los reactivos o de los productos de la reacción implicada en la valoración se oxide o se reduzca en un electrodo de trabajo.  La intensidad de corriente varía a medida que se añade el valorante, siguiendo diferentes tendencias antes y después del punto de equivalencia. A partir de la representación de la intensidad de corriente medida en función del volumen de valorante añadido es posible establecer el punto final de la valoración.

## Fundamento
Este tipo de valoración solamente puede ser utilizado cuando uno de los reactivos o los productos son sustancias electroactivas, es decir, se oxiden o se reduzcan durante la valoración. Para poder realizar las mediadas amperométricas, es necesario  imponer un potencial fijo entre el electrodo de trabajo y el de referencia, que se deberá establecer dentro de los límites en que tiene lugar la electrólisis de la sustancia que va a ser monitorizada durante la valoración. En otras palabras, la valoración amperométrica se lleva a cabo en condiciones de no-equilibrio.  En la valoración amperométrica, la corriente que circula por la celda electróquímica se mide en función del volumen de reactivo añadido o en función del tiempo, si el reactivo es generado por un proceso culobimétrico a corriente constante. En este caso se requiere un celda electroquímica con un circuito auxiliar para la culombimetría y un segundo circuito, para el registro de la curva de valoración.
Al contrario de lo que ocurre en las valoraciones potenciométricas, en que las curvas de valoración que se obtienen, tiene forma de sigmoide, en el caso de las valoraciones amperométricas se caracterizan por presentar tramos lineales que se ajustan a líneas rectas. Esto es debido a que en las condiciones de trabajo, la intensidad corriente eléctrica es proporcional a la concentración de la sustancia electroactiva que se está utilizando para el seguimiento de la valoración. La forma que toman estas curvas depende de las especies electroactivas implicadas. Si el analito no es electroactivo, pero si el valorante, el primer tramo de la curva de valoración se mantiene prácticamente constante hasta las proximidades del punto de equivalencia, cambiando su pendiente tras sobrepasarlo. Lo contrario ocurre cuando la especie electroactiva es el analito, pero no lo es el reactivo valorante. Cuando ambos son electroactivos, se obtiene una curva con dos tramos lineales, uno de pendiente positiva y otro negativa. El punto final de la valoración se deduce a partir de la intersección de ambos tramos lineales, cuyo punto de cruce marca el volumen de reactivo añadido. Cuando el reactivo valorante es generado mediante un proceso culombimétrico, el cruce de las dos líneas rectas marca el tiempo en que se ha generado el reactivo. Dado que en este proceso, el circuito auxiliar para la culombimetría  trabaja a intensidad constante, el reactivo generado electrolíticamente, se calcula multiplicado la corriente por el tiempo y aplicando las leyes de Faraday de la electrólisis.

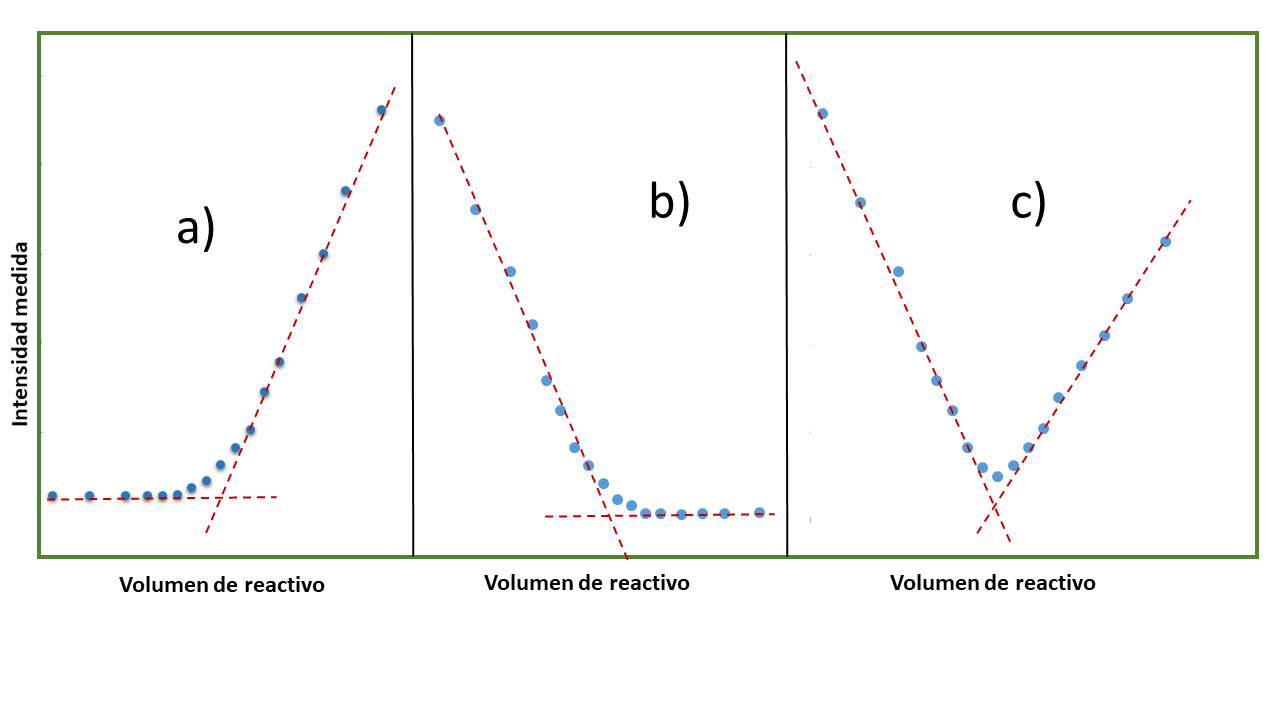
Diferentes formas de la curva de valoración amperométrica. a) El reactivo es electroactivo, el analito no. b) El analito es electroactivo, pero no el valorante. c) Tanto el reactivo valorante como el analito son electroactivos

Las valoraciones amperométricas se pueden llevar a cabo utilizando un electrodo de trabajo polarizable y otro de referencia no polarizable o con dos electrodos indicadores polarizables idénticos, en cuyo caso, la técnica recibe el nombre de valoración biamperométrica.    

## Ventajas del método
Es un método bastante más sensible al cambio de concentración quelas valoraciones que emplean indicadores visuales, en dónde el punto de final se establece por una reacción que implica cambio de color que debe percibir el ojo del analista. Con el instrumento adecuado es posible además medir concentraciones del orden 10-3 y 10-8.

## Aplicaciones
Las valoraciones con un electrodo indicador y otro de referencia constituye un sistema muy simple de seguimiento del transcurso de la valoración. Por lo general se utiliza un electrodo rotatorio de platino, como electrodo de trabajo. Este tipo de disposición es muy adecuada para las valoraciones en la que el producto de la reacción implicada es un precipitado, ya que suelen ser complicadas de determinar el punto final mediante indicadores visuales. También suele utilizarse en valoraciones que dan como producto complejos muy estables. Como reactivos precipitantes se incluyen el nitrato de plata, que permite determinar iones haluro, el nitrato de plomo, para determinar sulfatos y también, ciertos reactivos orgánicos, como 8-hidroxiquinoleína, que forma quelatos, conocidos como oxinatos, generalmente poco solubles, con numerosos iones metálicos que pueden reducirse en el electrodo de trabajo. También se pueden utilizar como reactivos valorantes la dimetilglioxima, el cupferrón y el EDTA, también agentes quelantes de iones metálicos fáciles de reducir.
El empleo de la culombimetría como generador del reactivo valorante se utiliza en la determinación de ciertos compuestos orgánicos, como algunos fenoles, aminas aromáticas y olefinas con bromo ya que el bromo electrogenerado ha demostrado ser muy útil y constituye la base de numerosos métodos, que también puede utilizarse para la determinación de hidrazina, arsénico(III), y antimonio (III).